# Leet
leet（リート、1337、l33t）は、主に英語圏においてインターネット上で使われるアルファベットの表記法である。leetspeak（）とも呼ばれる。
leet は、英語の elite（エリート）が eleet に変化し、さらに語頭の e がとれてできた俗語である。日本ではハッカー語と呼ばれることもある。

## 概要
たとえば、「Warez」という語を leet で表記すると、「W@rez」や「W4r3z」などとなるように、一部のアルファベットを形の似たアラビア数字や記号などに変化させる。
表記法は、「for」や「to」をそれぞれ似た発音の「4」や「2」で代用したり、同様に「you」を「u」と置き換えたり、複数形の「s」を「z」に変えたり、「cks」または「ks」で終わる単語を「x」に差し替えたり、故意に綴りを誤って表記したり、大文字と小文字を混在させたりするなど、多様である。
leet は遊び心で行われる他に、警察や著作権関連機関または初心者（ニュービー）などの検索を回避する目的で使われることもある（むしろそちらのほうが由来、とするほうがあたっているかもしれない）。
日本では、一部でメールアドレスやオンラインゲームのキャラクター名などに leet が用いられる場合がある程度であり、広く認知されているとはいえない。これは、一般的に英語で文書を記す機会が少ないからである。
ネットコミュニティ上だけでなく、「P2P」(Peer to Peer) や「B2B」（BtoB、企業間取引）のように、実社会で広く使われる語もある。ただし、これらは音声的類似による表記であり、文字的類似による表記である leet とは異なるとすることもある。これらに限らず、略称で前置詞「to」や「for」を「2」や「4」に置き換えている例は多い（例：b4＝before、2u＝to you。電信略号）。

## リート符号表
leet による表現の例を示す。
A
4
/\
@
/-\
^
aye
(L
Д
B
I3
8
13
|3
ß
P>
|:
!3
(3
/3
)3
|-]
j3
6
C
[
¢
<
(
©
D
)
|)
(|
|o
[)
I>
|>
T)
I7
cl
|}
|]
?
E
3
&
£
€
ë
[-
|=-
F
|=
ƒ
|#
ph
/=
v
7
G
6
&
(_+
9
C-
gee
(?,
[,
{,
<-
(.
₲
(,
H
#
/-/
[-]
]-[
)-(
(-)
:-:
|~|
|-|
]~[
}{
!-!
1-1
\-/
I+I
}-{
|+|
}-{
I
1
!
¡
|
eye
3y3
][
]
/me
J
_|
_/
¿
</
_]
(/
_7
K
X
|<
|{
]{
|X
1<
>|
|c
]<
){
L
1
£
7
1_
|
|_
el
[]_
[_
M
|v|
[V]
{V}
/V\
em
AA
|\/|
/\/\
(u)
(V)
(\/)
/|\
^^
/|/|
//\
|\|\
]\/[
44
N
^/
|\|
/\/
[\]
<\>
\
[]\
//
[]
/V
1V
И
^
ท
O
0
()
oh
[]
p
<>
Ø
Q
P
|*
|o
|º
|^(o)
|>
|"
9
[]D
|°
|7
q
Q
(_,)
()_
0_
<|
&
9
O_
R
I2
|`
|~
|?
/2
|^
lz
|9
2
12
®
[z
Я
.-
|2
|-
S
5
$
z
§
ehs
es
2
T
7
+
-|-
']['
†
"|"
U
(_)
|_|
v
L|
µ
บ
V
\/
|/
\|
W
\/\/
vv
\N
'//
\\'
\^/
dubya
(n)
\V/
\X/
\|/
\_|_/
\_:_/
Ш
uu
2u
\\//\\//
พ
ω
X
><
Ж
}{
ecks
×
?
)(
][
}{
Y
j
`/
Ч
7
\|/
¥
Z
2
7_
-/_
%
>_
s
~/_
-\_
-|_

## 使用例
- 「NOW IS THE TIME」→「|\|0\/\/ 15 7|-|3 71|\/|3」

- インターネット上でのいじめから始まる連続殺人事件をテーマにした小説『ロードサイド・クロス』(ジェフリー・ディーヴァー著、文藝春秋 2010年 単行本版 ISBN 4163297200)には、容疑者がオンラインゲームの中で交わす会話にリートスピークが出てくる。

音楽ゲームの曲名でLeet表記を使用する例が多く見られる。以下一例である。
- 「COSMIC RAILROAD」→「CO5M1C R4ILR0AD」
- 「MAKE IT BOUNCE」→「M4K3 1T B0UNC3」
- 「Nyarlathotep」→「^/7(L?[_(L#<>+&l^(o)」
- 「BASEBALL」→「84538411」
- 「ESCAPE」→「E5C4P3」
- 「EGO」→「360」
- 「TERABYTE CONNECTION」→「+ERABY+E CONNEC+10N」
- 「END」→「3.1V.C1」
- 「BEGIN」→「B3611V」